# Ajuntament de Granollers
Ajuntament de Granollers és un edifici del municipi de Granollers (Vallès Oriental) protegit com a bé cultural d'interès local. És obra de l'arquitecte Simó Cordomí i Carrera.

## Descripció
Reforma en estil neogòtic d'un antic edifici medieval entre mitgeres amb coberta a dues vessants. La part baixa de l'edifici és de carreus i la part alta de maó. De la façana en destaca un balcó amb dos arcs molt complexos sostinguts per columnes helicoidals i un ampit de traceria de pedra; el balcó és sostingut per grans mènsules i carteles. A sota el balcó, són presents dues portes d'entrada d'arc ogival de tot punt. La resta de finestres, amb els llindars, presenten solucions diverses dintre d'un gust revival goticista. L'edifici és coronat per un gran ràfec suportat per carteles i ceràmica entre elles. A la part N hi ha una torre poligonal amb el rellotge. A l'altra part, un pinacle sostingut per una escultura femenina.
L'edifici, situat davant de la Porxada de Granollers, es va realitzar a partir d'una estructura preexistent on es va realitzar una profunda reforma de caràcter neogòtic florejat, amb una torre amb rellotge i un solemne i ampli balcó. Els elements formals i de decoració, amb escultures de Josep Maria Barnadas, donen al conjunt de l'edifici un caràcter neogòtic.

## Història
L'Ajuntament està situat a la plaça de la porxada, espai públic principal de Granollers, escenari del tradicional mercat dels dijous. Al seu entorn, hi ha edificis medievals i renaixentistes. Pertany a la xarxa de construccions de finals del segle xix i començaments del XX; època d'una gran activitat econòmica i constructiva al mateix temps que la ciutat creix cercant vies de comunicació, creant l'eixample.
L'any 1902, el batlle Josep Barangé i Bachs, juntament amb la resta de membres de la Casa de la Vila van ordenar el disseny per a la construcció d'una nova Casa de la Ciutat de l'Ajuntament de Granollers. L'obra, que fou encarregada a l'arquitecte d'Olot Simó Cordomí i Carrera, es culminaria dos anys més tard, el 1904, durant el mandat de l'alcalde Miquel Blanxart.
En l'actualitat, l'edifici es manté com a seu principal de l'Ajuntament de la ciutat, i és el lloc on se celebren els plens municipals.